# Microula mustangensis
Microula mustangensis är en strävbladig växtart som beskrevs av Koji Yonekura. Microula mustangensis ingår i släktet Microula och familjen strävbladiga växter. Inga underarter finns listade i Catalogue of Life.